# 19e cérémonie des Boston Society of Film Critics Awards
La 19e cérémonie des Boston Society of Film Critics Awards, décernés par la Boston Society of Film Critics, a eu lieu le 13 décembre 1998, et a récompensé les films réalisés dans l'année.

## Palmarès

### Meilleur film
1. Hors d'atteinte (Out of Sight)
2. Le Général (The General)
3. Il faut sauver le soldat Ryan (Saving Private Ryan)

### Meilleur réalisateur
1. John Boorman pour Le Général (The General)
2. Steven Soderbergh pour Hors d'atteinte (Out of Sight)
3. Roberto Benigni pour La vie est belle (La vita è bella)

### Meilleur acteur
1. Brendan Gleeson pour le rôle de Martin Cahill dans Le Général (The General) et celui de Bunny Kelly dans Irish Crime (I Went Down)
2. George Clooney pour le rôle de Jack Foley dans Hors d'atteinte (Out of Sight)
3. John Hurt pour le rôle de Giles De'Ath dans Amour et mort à Long Island (Love and Death on Long Island)

### Meilleure actrice
1. Samantha Morton pour le rôle de Iris dans Under the Skin
2. Ally Sheedy pour le rôle de Lucy Berliner dans High Art
3. Cate Blanchett pour le rôle de Élisabeth Ire d'Angleterre dans Elizabeth (ex æquo) 
 Jane Horrocks pour le rôle de Laura Hoff dans Little Voice

### Meilleur acteur dans un second rôle
1. Billy Bob Thornton pour le rôle de Jacob Mitchel dans Un plan simple (A Simple Plan) (ex æquo) 
 William H. Macy pour ses rôles dans Pleasantville, Préjudice (A Civil Action) et Psycho
2. Stephen Rea pour le rôle de Benny Brady dans Butcher Boy (The Butcher Boy) (ex æquo) 
 Robert De Niro pour le rôle de Arthur Lustig dans De grandes espérances (Great Expectations)

### Meilleure actrice dans un second rôle
1. Joan Allen pour le rôle de Betty Parker dans Pleasantville
2. Patricia Clarkson pour le rôle de Greta dans High Art
3. Bridget Fonda pour le rôle de Sarah Mitchell dans Un plan simple (A Simple Plan)

### Réalisateur le plus prometteur
1. Carine Adler pour Under the Skin

### Meilleur scénario
1. Hors d'atteinte (Out of Sight) – Scott Frank
2. Shakespeare in Love – Marc Norman et Tom Stoppard
3. Mary à tout prix (There's Something About Mary) – Ed Decter, John J. Strauss, Peter Farrelly et Bobby Farrelly

### Meilleure photographie
1. Il faut sauver le soldat Ryan (Saving Private Ryan) – Janusz Kaminski
2. Pleasantville – John Lindley
3. Un plan simple (A Simple Plan) – Alar Kivilo

### Meilleur film en langue étrangère
1. Le Goût de la cerise (Ta'm e guilass) •  Iran /  France
2. Festen •  Danemark
3. La vie est belle (La vita è bella) •  Italie

### Meilleur film documentaire
1. The Big One
2. Dear Jesse
3. Theme: Murder